# Danuta Konieczna
Danuta Gabriela Konieczna (ur. 30 kwietnia 1935, zm. 27 sierpnia 2010) – polska lekarka, doktor habilitowana.

## Życiorys
Pracowała na stanowisku profesora w Instytucie Ortopedii i Rehabilitacji na I Wydziale Lekarskim Akademii Medycznej im. Karola Marcinkowskiego w Poznaniu.
Pochowana na cmentarzu Junikowo w Poznaniu.